# Karol Rybasiewicz
Karol Rybasiewicz, ps. „Wilczyński” (ur. 17 września lub 5 października 1891 w Warszawie, zm. 6 lipca 1916 pod Kostiuchnówką) – działacz niepodległościowy, oficer Legionów Polskich, dziennikarz, komendant Polskich Drużyn Strzeleckich, członek komendy Polskiej Organizacji Wojskowej (POW).

## Życiorys
Urodził się 17 października 1891 r. w Warszawie, był synem Jana i Apolonii z d. Kijewskiej. Uczył się w gimnazjum rosyjskim, następnie od 1905 r. jako uczestnik strajku szkolnego przeniósł się do szkoły realnej im. Stanisława Staszica. Ostatecznie ukończył gimnazjum filologiczne Mariana Rychłowskiego w Warszawie. Informacja, jakoby rozpoczął studia na Wydziale Prawa UJ, które przerwał w następnym roku, nie znalazła potwierdzenia w archiwum tej uczelni (we własnoręcznym życiorysie podał Wydział Filozoficzny UJ oraz równolegle Szkołę Nauk Politycznych). 
Działacz niepodległościowy od 1910, gdy wstąpił do Organizacji Młodzieży Narodowej. Następnie więziony przez władze carskie przez 3 miesiące. Był zastępcą komendanta organizacji wojskowej im. mjr. Waleriana Łukasińskiego. Był także działaczem skautingowym (w 1912 założył drużynę w Wołominie). W 1912 został ponownie aresztowany, w więzieniu przesiedział niecały rok. W 1912 w Krakowie wstąpił do Polskich Drużyn Strzeleckich. Następnie ponownie przebywał w Warszawie, gdzie pracował jako dziennikarz. Od jesieni 1913 do wiosny 1914 sprawował funkcję komendanta III okręgu PDS (obejmującego zabór rosyjski). W styczniu 1914 wziął udział w kursie PDS w Rabce, a w miesiącach letnich tego samego roku był uczestnikiem kursu oficerskiego w Nowym Sączu.
Po wstąpieniu do Legionów Polskich, został wysłany przez Józefa Piłsudskiego do Warszawy. Tam został ponownie komendantem PDS w zaborze rosyjskim, a następnie objął dowództwo nad połączonymi PDS i Związkiem Walki Czynnej.  Od października 1914 r. do końca lipca 1915 r. pełnił również funkcję komendanta Okręgu Radom POW (od 7 lutego 1915 r. w stopniu podporucznika). W rzeczywistości do Radomia przyjechał jednak dopiero w marcu i poważniejszej działalności nie udało się mu rozwinąć.
Od lipca 1915 w składzie I Brygady Legionów Polskich. Dowodził w niej plutonem w 1 kompanii I batalionu 1 pułku piechoty. Zginął podczas odwrotu spod Kostiuchnówki.

## Ordery i odznaczenia
- Krzyż Srebrny Orderu Virtuti Militari nr 7183 – pośmiertnie 17 maja 1922[4]
- Krzyż Niepodległości z Mieczami – pośmiertnie 20 stycznia 1931 roku „za pracę w dziele odzyskania niepodległości”[5]